# Ким Сон Ук
Ким Сон Ук (кор. 김선욱; род. 22 апреля 1988, Сеул) — южнокорейский пианист.

## Биография
Учился в Корейском национальном университете искусств у Ким Тэ Чжина. Выиграл целый ряд музыкальных конкурсов в своей стране, а с 2004 года начал завоёвывать всё более широкое европейское и мировое признание. В 2004 г. он стал первым на Международном конкурсе юных пианистов в Эттлингене, в 2005 г. выиграл конкурс имени Клары Хаскил, а в 2006 г. Международный конкурс пианистов в Лидсе (в двух последних случаях став самым молодым победителем в истории конкурса).